# Jonas Folger
Pour les articles homonymes, voir Folger.

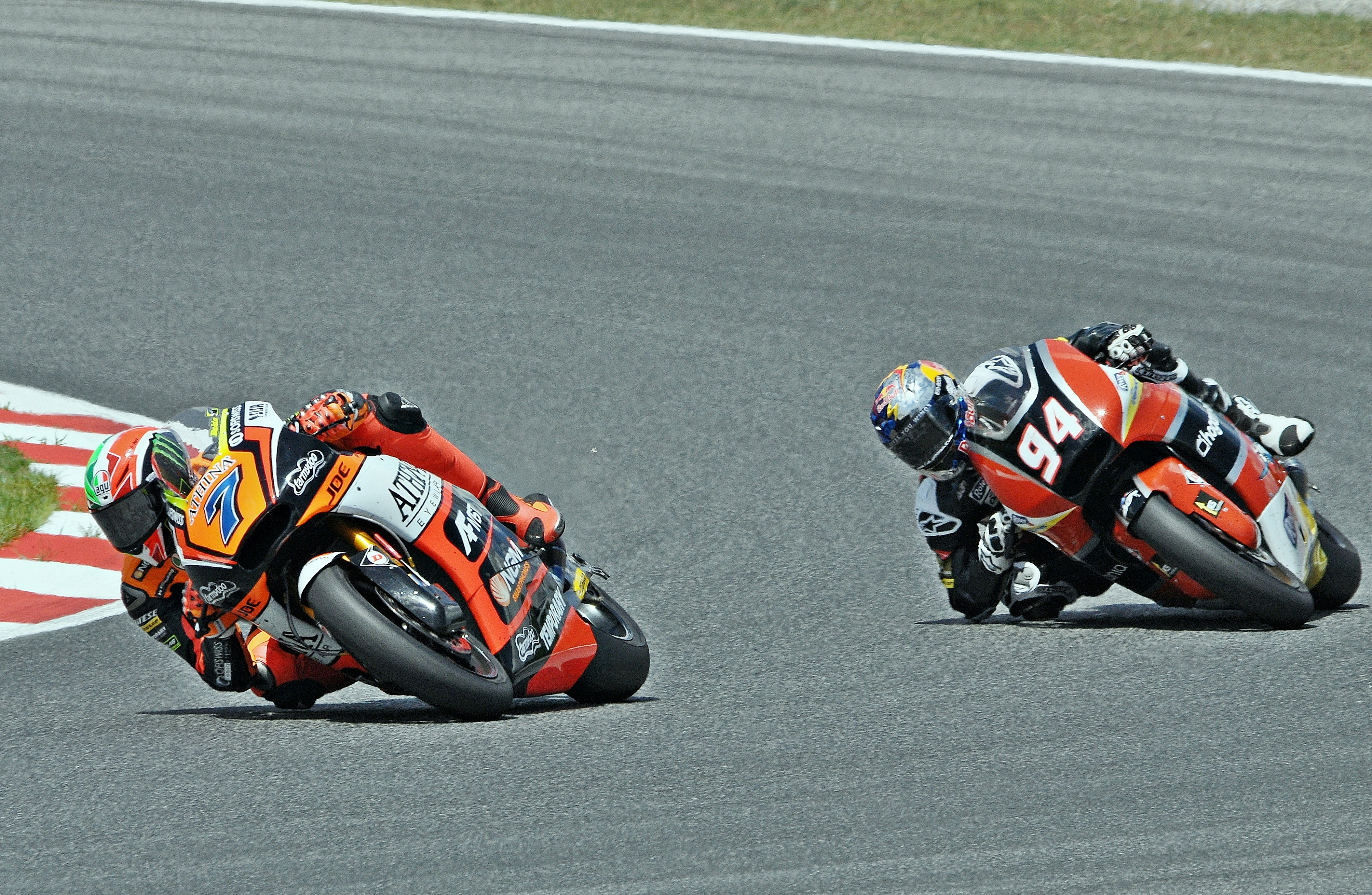
Jonas Folger en bagarre avec Lorenzo Baldassari au Grand Prix de Catalogne 2015.

Jonas Folger, né le 13 août 1993 à Mühldorf am Inn, est un pilote de vitesse moto allemand.

## Biographie
Son oncle, Alexander Folger, a participé à quatre Grand Prix moto au total, en 1995 et 1996. Son père est garagiste. Il fait cadeau à son fils, Jonas, de sa première moto, une 50 cm3 quand il n'a encore que trois ans.
Jonas Folger commence les courses en Bavière, dans l'équipe junior ADAC Südbayern pour la coupe ADAC Minibike. En 2003, dans la catégorie des débutants, sur une 50 cm3, il gagne l'ensemble des quatorze courses et remporte ainsi le titre. Lors des saisons 2004 et 2005, il remporte la coupe ADAC Minibike sur une Honda 65 cm3. En 2005, il est l'un des trois pilotes sélectionnés parmi 1 500 candidats, à l'Académie Red Bull MotoGP. En 2006, il fait les compétitions espagnoles dans la catégorie des 125 cm3 et termine troisième derrière Pol Espargaró et Esteve Rabat. Ses résultats sont moins bons en 2007, seulement quinzième au général, certainement à cause d'un changement de règles dans le championnat espagnol, qui impose des limites de poids à respecter. Le 8 juillet 2007, il court avec une KTM 125 cm3 sur le ring de Salzbourg, et gagne là sa première course en championnat allemand. Il n'a alors que treize ans et 329 jours, ce qui en fait le plus jeune vainqueur dans ce championnat.
Le 17 août 2008, quatre jours après son 15e anniversaire, Folger reçoit une invitation exceptionnelle (wildcard) pour le Grand Prix 125 de la République Tchèque à Brno. Il devient ainsi le plus jeune motocycliste allemand à participer au championnat du monde. Il monte une KTM de l'équipe Red Bull, mais il doit abandonner en raison d'un défaut technique. Il est encore invité pour cinq autres courses, mais il n'arrive à gagner qu'un seul point.
En 2009, il entame sa deuxième saison en championnat du monde 125. Il roule sur une Aprilia du Ongetta Team I.S.P.A. aux côtés de Andrea Iannone, Lorenzo Zanetti, et Takaaki Nakagami. Il est sixième au Qatar, et huitième au Japon. Lors de sa troisième course, à Jerez, en Espagne, Folger rencontre des problèmes de moteur en qualifications et doit partir en 35e position. Il fait alors une remontée extraordinaire jusqu'à la troisième place, mais il chute. Puis au Mans, dans des conditions très humides, il termine à la deuxième place derrière Julián Simón. C'est sa dixième course en championnat du monde et son premier podium. Il termine à une honorable douzième place au classement général. Sa saison 2010 a lieu sans changement notable. Il termine 14e. En 2011, il court encore sur une Aprilia 125 cm3, mais dans l'équipe Red Bull Ajo Motorsport. Le 12 juin 2011, sur le circuit de Silverstone, en Angleterre, il remporte sa première victoire.
Le 7 novembre 2011, il fait quelques tours du circuit de Valence sur un prototype MZ de la catégorie Moto2 sous la pluie et il fait une chute sans gravité. En 2012, il va a rejoint l'équipe MZ racing, en Moto3, ayant Toni Finsterbusch comme coéquipier.
Faute de budget, il était obligé de partir courir chez Ioda . La moto n'étant pas en point, Folger ne finissait que très peu de courses . Par chance pour lui, Alberto Moncayo se faisait évincer du team de Jorge Martinez, il l'a donc remplacé . Dès sa première course avec sa nouvelle équipe, il terminait sur le podium et décrochait sa première victoire en Moto 3 à la course suivante.
En 2013, Folger était toujours chez Aspar . Il a fait un podium à Jerez, profitant de la chute d'Alex Rins, un à Brno, un à Motegi, où Salom et Rins étaient au tapis, ainsi qu'à Valence, où il terminait second, son meilleur résultat de l'année . Il a aussi fait deux pôles positions : une au Mugello et une autre à Misano . Alors qu'il jouait la victoire, il chuta violemment et se fractura la jambe . Il termina donc cette saison à la cinquième place du championnat.
Un nouveau défi s'est offert à lui en 2014, où il a fait ses débuts en Moto2 dans le team AGR aux côtés d'Axel Pons. Une saison plutôt réussie car il monta sur son premier podium à Jerez, pour sa quatrième course dans la catégorie seulement. Il a aussi terminé troisième au Mugello, ce qui le fait terminer à la 15e place du championnat avec 63 points.
L'année 2015 était un renouveau pour lui, notamment grâce à sa victoire au Qatar, lors du grand prix d'ouverture. Malheureusement l'irrégularité de Folger le suit toujours, puisqu'il ne compte qu'un autre podium cette année, obtenu par sa victoire à Jerez, un circuit qui semble lui porter chance. Il décide alors de partir chez un team allemand: Dynavolt.
En 2017 il intègre la catégorie reine au guidon d'une yamaha pour l'équipe Tech 3. Il prend la sixième place de son premier Grand Prix en MotoGP, lors du Grand Prix du Qatar. Il finit dans les points lors des sept premières courses de la saison, sa meilleure place étant alors une sixième position, lors du Grand Prix d'Argentine et du Grand Prix de Catalogne.Son meilleur resultat sur l'année 2017 étant une seconde place au Grand Prix d'Allemagne derrière Marc Marquez.

## Statistiques

### Par années
(Mise à jour après le  Grand Prix moto de Catalogne 2017)
| Années | Catégories | Équipes                 | Motos             | GP  | Victoires | Podiums | Pole positions | Points | Places |
| ------ | ---------- | ----------------------- | ----------------- | --- | --------- | ------- | -------------- | ------ | ------ |
| 2008   | 125 cm³    | Red Bull                | KTM 125 FRR       | 6   | -         | -       | -              | 1      | 34e    |
| 2009   | 125 cm³    | Ongetta Team I.S.P.A.   | Aprilia RSW 125RW | 16  | -         | 1       | -              | 73     | 12e    |
| 2010   | 125 cm³    | Ongetta Team I.S.P.A.   | Aprilia RSA 125   | 15  | -         | -       | -              | 69     | 14e    |
| 2011   | 125 cm³    | Red Bull Ajo Motorsport | Aprilia RSA 125   | 15  | 1         | 3       | -              | 161    | 6e     |
| 2012   | Moto3      | Aspar Team              | Kalex KTM         | 15  | 1         | 4       | 2              | 93     | 9e     |
| 2013   | Moto2      | Aspar Team              | Kalex KTM         | 16  | 0         | 4       | 2              | 183    | 5e     |
| 2014   | Moto2      | AGR Team                | Kalex             | 18  | 0         | 2       | 1              | 63     | 15e    |
| 2015   | Moto2      | AGR Team                | Kalex             | 18  | 2         | 4       | 0              | 163    | 6e     |
| 2016   | Moto2      | Dynavolt Intact GP      | Kalex             | 18  | 1         | 5       | 1              | 167    | 7e     |
| 2017*  | MotoGP     | Tech 3                  | Yamaha            | 7   | 0         | 0       | 0              | 51     | 8e     |
| Total  |            |                         |                   | 139 | 5         | 23      | 6              | 1024   |        |

- saison en cours

### Par catégorie
(Mise à jour après le  Grand Prix moto de Catalogne 2017)
| Cat.    | Année       | 1er GP   | 1er Pod  | 1re Vict. | GP  | Vict. | Podiums | Pole | Mtour | Pts | Titre |
| ------- | ----------- | -------- | -------- | --------- | --- | ----- | ------- | ---- | ----- | --- | ----- |
| 125 cm3 | 2008-2011   | CZE 2008 | FRA 2009 | GBR 2011  | 53  | 1     | 4       | 0    | 0     | 304 | 0     |
| Moto3   | 2012-2013   | QAT 2012 | IND 2012 | CZE 2012  | 31  | 1     | 8       | 4    | 1     | 276 | 0     |
| Moto2   | 2014-2016   | QAT 2014 | ESP 2014 | QAT 2015  | 54  | 3     | 11      | 2    | 5     | 393 | 0     |
| MotoGP  | 2017-...    | QAT 2017 | ALL 2017 |           | 7   |       | 1       |      | 1     | 51  | 0     |
| Total   | Depuis 2008 |          |          |           | 145 | 5     | 23      | 6    | 6     | 979 | 0     |

### Statistiques par course
| Année | Cat.    | Moto      | 1       | 2       | 3       | 4      | 5       | 6       | 7       | 8       | 9       | 10      | 11      | 12      | 13      | 14      | 15      | 16      | 17      | 18     | 19  | Classement | Points |
| ----- | ------- | --------- | ------- | ------- | ------- | ------ | ------- | ------- | ------- | ------- | ------- | ------- | ------- | ------- | ------- | ------- | ------- | ------- | ------- | ------ | --- | ---------- | ------ |
| 2008  | 125 cm³ | KTM       | QAT     | ESP     | POR     | CHI    | FRA     | ITA     | CAT     | GBR     | P-B     | ALL     | RTC Ab. | RSM 15  | IND 24  | JPN 16  | AUS     | MAL 17  | VAL 18  |        |     | 34e        | 1      |
| 2009  | 125 cm³ | Aprilia   | QAT 6   | JPN 8   | ESP Ab. | FRA 2  | ITA 14  | CAT 6   | P-B 7   | ALL Ab. | GBR Ab. | RTC 12  | IND 12  | RSM 9   | POR 14  | AUS 14  | MAL Ab. | VAL Ab. |         |        |     | 12e        | 73     |
| 2010  | 125 cm3 | Aprilia   | QAT 15  | ESP Ab. | FRA 13  | ITA 11 | GBR 15  | NED 10  | CAT 9   | ALL 16  | RTC 4   | IND 9   | RSM 11  | ARA 8   | JPN Ab. | MAL DNS | AUS     | POR 4   | VAL Ab. |        |     | 14e        | 69     |
| 2011  | 125 cm3 | Derbi     | QAT 5   | ESP 2   | POR 5   | FRA 6  | CAT 3   | GBR 1   | NED 8   | ITA Ab. | ALL 7   | RTC DNS | IND 9   | RSM 9   | ARA 10  | JPN 6   | AUS Ab. | MAL 6   | VAL 5   |        |     | 6e         | 161    |
| 2012  | Moto3   | Ioda      | QAT Ab. | ESP WD  | POR     | FRA 11 | CAT Ab. | GBR Ab. | NED Ab. | ALL Ab. | ITA Ab. |         |         |         |         |         |         |         |         |        |     | 9e         | 93     |
| 2012  | Moto3   | Kalex KTM |         |         |         |        |         |         |         |         |         | IND 3   | RTC 1   | RSM 6   | ARA 3   | JPN Ab. | MAL 3   | AUS 11  | VAL Ab. |        |     | 9e         | 93     |
| 2013  | Moto3   | Kalex KTM | QAT 5   | AME 4   | SPA 3   | FRA 4  | ITA 6   | CAT DNS | NED 6   | GER 8   | IND 4   | CZE 3   | GBR 6   | RSM Ab. | ARA 7   | MAL 8   | AUS 6   | JPN 3   | VAL 2   |        |     | 5e         | 183    |
| 2014  | Moto2   | Kalex     | QAT 11  | AME Ab. | ARG 16  | SPA 3  | FRA 6   | ITA 3   | CAT Ab. | NED 23  | GER Ab. | IND 18  | CZE 15  | GBR Ab. | RSM 19  | ARA 23  | JPN 12  | AUS 15  | MAL 9   | VAL 13 |     | 15e        | 63     |
| 2015  | Moto2   | Kalex     | QAT 1   | AME 16  | ARG 9   | SPA 1  | FRA Ab. | ITA Ab. | CAT 7   | NED 7   | GER 14  | IND 12  | CZE 6   | GBR 5   | RSM 6   | ARA 4   | JPN 2   | AUS Ab. | MAL 3   | VAL 14 |     | 6e         | 163    |
| 2016  | Moto2   | Kalex     | QAT Ab. | ARG 3   | AME 5   | SPA 2  | FRA Ab. | ITA 15  | CAT 7   | NED 10  | GER 2   | AUT Ab. | CZE 1   | GBR 5   | RSM 8   | ARA 10  | JPN Ab. | AUS 6   | MAL 3   | VAL 8  |     | 7e         | 167    |
| 2017  | MotoGP  | Yamaha    | QAT 10  | ARG 6   | AME 11  | SPA 8  | FRA 7   | ITA 13  | CAT 6   | ITA 13  | NED 9   | GER 2   | CZE 10  | AUT Ab. | GBR DNS | RSM 9   | ARA 16  | JPN     | AUS     | MAL    | VAL | 8e         | 51     |
| 2019  | Moto2   | Kalex     | QAT     | ARG     | AME     | SPA    | FRA     | ITA     | CAT 19  | NED 17  | GER 17  | CZE 19  | AUT 18  | GBR     | RSM     | ARA     |         |         |         |        |     | NC         | 0      |

Système d’attribution des points
| Position | 1er | 2e | 3e | 4e | 5e | 6e | 7e | 8e | 9e | 10e | 11e | 12e | 13e | 14e | 15e |
| Points   | 25  | 20 | 16 | 13 | 11 | 10 | 9  | 8  | 7  | 6   | 5   | 4   | 3   | 2   | 1   |

| Couleur | Résultat                     |
| ------- | ---------------------------- |
| Or      | Vainqueur                    |
| Argent  | 2e place                     |
| Bronze  | 3e place                     |
| Vert    | Terminé, dans les points     |
| Bleu    | Terminé, pas dans les points |
| Violet  | Abandon (Ab.) ou (Ret)       |
| Violet  | Non classé (NC)              |
| Rouge   | Pas qualifié (DNQ)           |
| Noir    | Disqualifié (DSQ)            |
| Blanc   | Pas au départ (DNS)          |
| Blanc   | Forfait (WD)                 |
| Blanc   | N'a pas participé (DNP)      |
| Blanc   | Blessé (INJ)                 |
| Blanc   | Exclu (EX)                   |
| Blanc   | Course annulée (C)           |

## Palmarès

### Victoire en 125 cm³: 1
| Année | Lieu du Grand Prix                 | Circuit                | Ville       |
| ----- | ---------------------------------- | ---------------------- | ----------- |
| 2011  | Grand Prix moto de Grande-Bretagne | Circuit de Silverstone | Silverstone |

### Victoire en Moto3: 1
| Année | Lieu du Grand Prix                    | Circuit            | Ville |
| ----- | ------------------------------------- | ------------------ | ----- |
| 2012  | Grand Prix moto de République tchèque | Circuit de Masaryk | Brno  |

### Victoire en Moto2: 3
| Année | Lieu du Grand Prix                    | Circuit                         | Ville                |
| ----- | ------------------------------------- | ------------------------------- | -------------------- |
| 2015  | Grand Prix moto du Qatar              | Circuit international de Losail | Doha                 |
| 2015  | Grand Prix moto d'Espagne             | Circuit permanent de Jerez      | Jerez de la Frontera |
| 2016  | Grand Prix moto de République tchèque | Circuit de Masaryk              | Brno                 |